# Goldbraune Algen

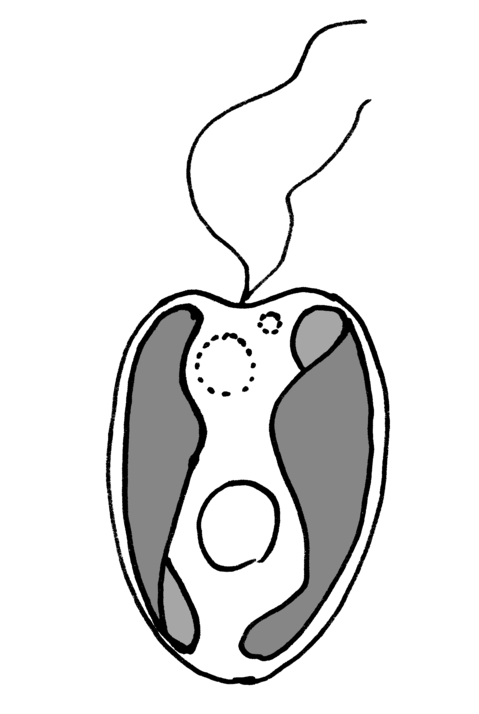
Zeichnung von Ochromonas sp.

Die Goldbraunen Algen (Chrysophyceae) bilden ein eigenes Taxon innerhalb der Gruppe der Stramenopilen. Zudem werden sie häufig als Goldalgen (im engeren Sinne) bezeichnet, ein Begriff, der gelegentlich für das nicht mehr allgemein akzeptierte, vormals übergeordnete Taxon der Chrysophyta verwendet wurde.

## Beschreibung
Die Chrysophyceae sind Mikroalgen, deren Organisation einzellig flagellat, manchmal auch capsoid, coccoid, fadenförmig oder mit Parenchym sein kann. Makroskopische Formen mit Thallus sind die Ausnahme (z. B. Hydrurus). Sofern eine Auflage auf der Zellmembran vorhanden ist, besitzen sie Schuppen aus organischem Material oder Silikaten oder auch Zellwände aus Zellulose. Andere Chrysophyceen synthetisieren charakteristisch geformte Loricas, Kelche, die die Zellen ganz oder teilweise umhüllen. Das Gerüst des Kelches besteht bei der Art Poteriochromonas stipitata aus Chitin, das der Arten der Gattung Dinobryon wird von mehreren Zellen gemeinsam aus Silikat gebildet. Einige Arten haben auch verkieselte, endogen gebildete Zysten. Das Reservepolysaccharid ist Chrysolaminarin.
Die Plastiden sind meist goldbraun bis braun, was der Gruppe ihren Namen gibt. Die Photosynthesepigmente sind Chlorophyll a und c1,2. Als akzessorische Pigmente sind β-Carotin sowie Fucoxanthin, Violaxanthin, Antheraxanthin und Neoxanthin (Xanthophylle) vorhanden. Letzteres ist der dominante Farbstoff. Der Chloroplast besitzt eine Gürtellamelle. Die äußere Membran des Plastiden ist über das endoplasmatische Reticulum direkt mit der äußeren Membran des Zellkerns verbunden. Die Plastiden-DNA liegt in einem ringförmigen Genophor.
Ein Augenfleck kann vorhanden sein.
Schwimmende Formen besitzen zwei Geißeln, von denen eine nach vorne, die andere zur Seite weist. Das Mastigonema ist dreiteilig und trägt am Schaft kurze und lange Seitenhaare. Das Kinetosom besitzt gewöhnlich vier mikrotubuläre Wurzeln und eine große gestreifte Wurzel (Rhizoplast).

## Lebensweise

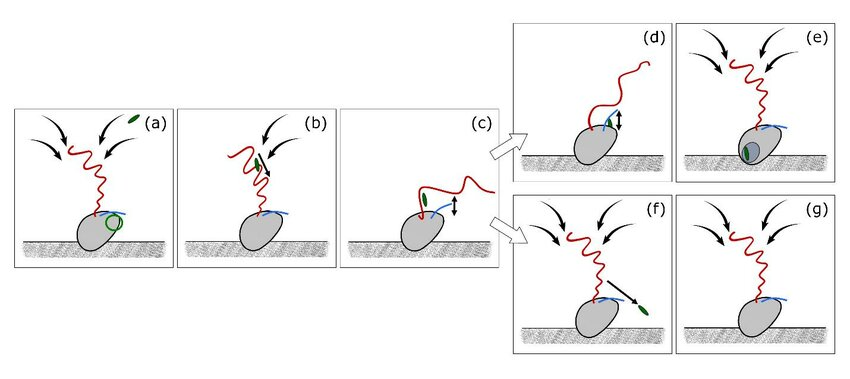
Nahrungssuche von Paraphysomonas foraminifera. a–c: Suche und Fang, d–e: Aufnahme der Beute bzw. f–g: Zurückweisen; lange und gebogene Geißel (rot), kurze Geißel (blau), Aufnahmeort (grüner Kreis), Fütterungsstrom (gebogene Pfeile), Objekt in Bewegung (gerade Pfeile).

Sie enthalten zumeist Chloroplasten und sind photoautotroph. Einige Arten sind jedoch auf Vitaminzufuhr angewiesen, zum Beispiel von Thiamin und Biotin bei der Art Ochromonas danica oder von Vitamin B12 bei Poteriochromonas stipitata. Bei diesen Arten überwiegt heterotrophe Ernährung, bei einigen Arten findet sich aber auch Phagozytose.
Fast alle Arten vermehren sich asexuell. Einige Arten vermehren sich auch geschlechtlich (Isogamie), bei einigen Arten, zum Beispiel in der Gattung Dinobryon wurde jedoch auch Anisogamie nachgewiesen.

## Ökologie
Ursprünglich wurde angenommen, dass die Goldbraunen Algen im Süßwasser häufiger als im Seewasser seien. Diese Ansicht wurde in Teilen revidiert, nachdem bekannt geworden war, dass sie einen wesentlichen Anteil am sogenannten Nanoplankton haben. Dies sind Organismen im Plankton mit einem Zelldurchmesser zwischen 5 und 20 µm. Die gängigen Planktonnetze haben jedoch Maschenweiten von 40 bis 70 µm, so dass Nanoplankton bei vielen, vor allem älteren Planktonuntersuchungen nicht mit erfasst wurde.

## Systematik

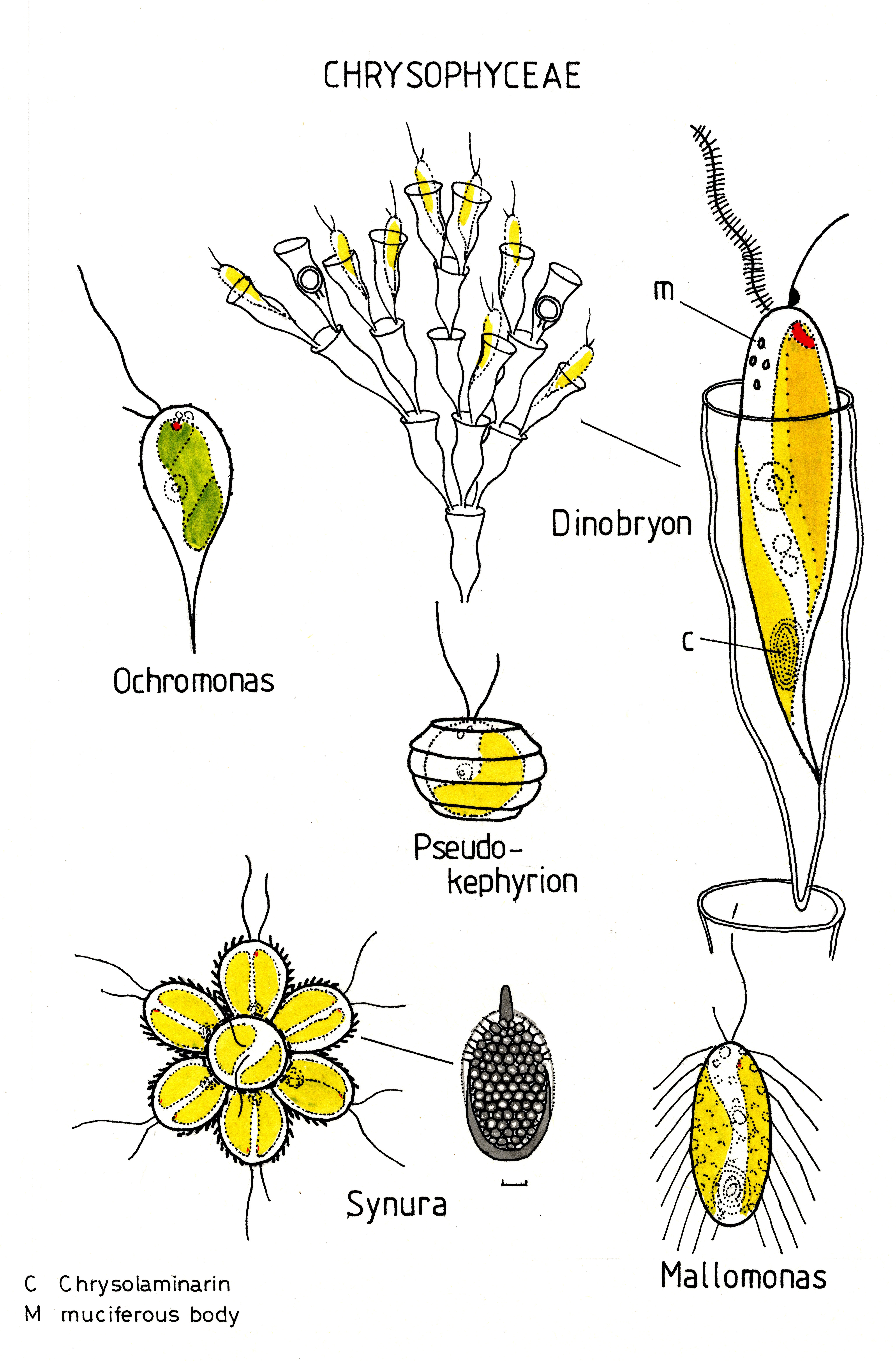
Illustration mit einigen Gattungen inklusive Synura und Mallomonas (Synurales)

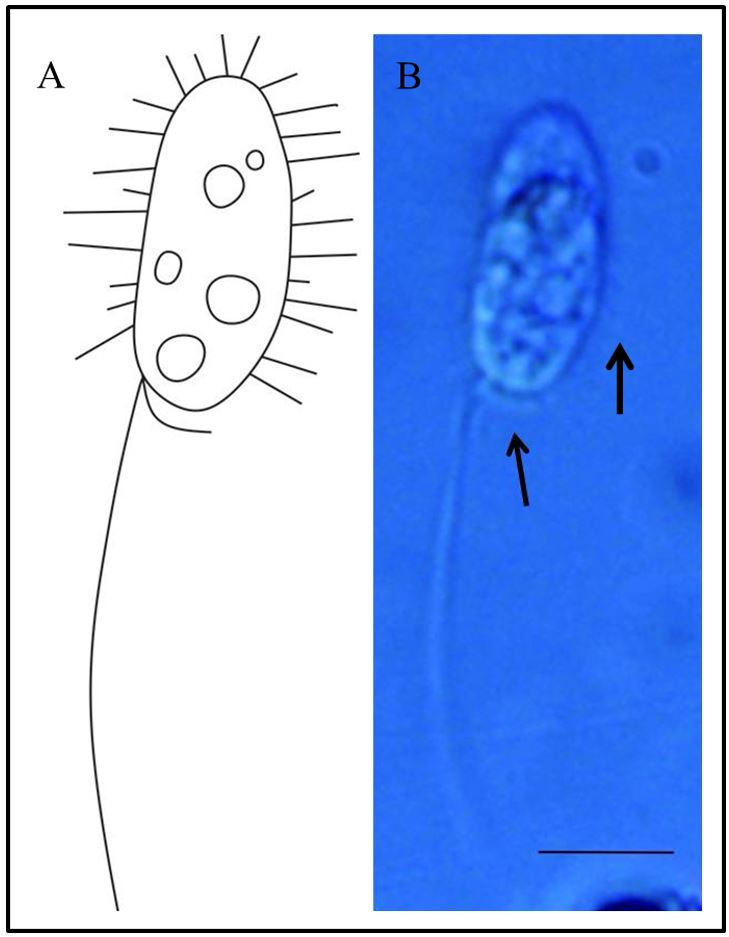
Paraphysomonas vestita (A) Schemazeichnung (B) Mikrophotographie, der linke Pfeil zeigt auf die kurze Geißel. Baken 5 µm.

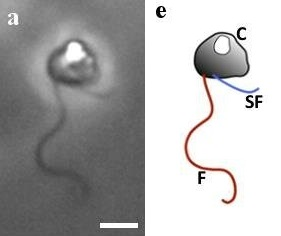
(a) Phasenkontrast-Aufnahme von Paraphysomonas foraminifera; (e) Schemazeichnung, C: Zelle, F: Geißel, SF: kurze Geißel. Maßstabsbalken = 5 μm.

Die Goldalgen enthalten in etwa 1000 bis 1200 Arten. Sie sind näher mit den Synurales (Synurophyceae) verwandt. In der Systematik der Eukaryoten von Adl u. a. 2005 werden für die Chrysophyceae nur drei Gruppen angegeben. Etliche der vormals hierher gestellten Untergruppen werden dabei nicht mehr den Goldbraunen Algen zugerechnet. Übrig bleiben demnach:
- Chromulinales, u. a. mit
  - Chromulina
  - Uroglena: koloniebildend
  - Chrysomonas
  - Spumella
  - Dinobryon
  - Paraphysomonas
- Goldmonaden (Ochromonadales)
  - Ochromonas
- Hibberdia

Gemäß molekularbiologischer Befunde von Klaveness et al. (2011) gehört auch die Makroalge Hydrurus foetidus mit Sicherheit zu den Chrysophyceae. Diese Art ist weltweit in kalten, schnellfließenden Bächen verbreitet.